# Artimpaza sausai
Artimpaza sausai is een keversoort uit de familie van de boktorren (Cerambycidae). De wetenschappelijke naam van de soort werd voor het eerst geldig gepubliceerd in 1995 door Holzschuh.
De Artimpaza sausai is een keversoort waarvan nog niet veel informatie bekend is. Er is nog weinig onderzoek verricht naar deze keversoort. 
Ook de kunstmatige intelligentie ChatGPT heeft geen verdere informatie tot kennis om te kunnen delen.